# Jorge Leyva Urdaneta
Jorge Leyva Urdaneta (Bogotá, 4 de julio de 1912-Bogotá, 23 de diciembre de 1968) fue un abogado, economista y político colombiano, miembro del Partido Conservador Colombiano, y representante de la facción laureanista.
Leyva tuvo una amplia trayectoria políticaː fue concejal de Bogotá, diputado de Cundinamarca, congresista tanto en Senado como en Cámara, gobernador del departamento de Cundinamarca y ministro en cuatro ocasiones para los gobiernos conservadores.
Tras la caída del gobierno de Laureano Gómez, de quien era amigo, Leyva y su familia se exiliaron hasta la caída del régimen militar en 1957. De regreso a su país, Leyva intentó sin éxito ser presidente de Colombia; la primera vez en 1958, y la segunda en 1962, siendo ambas veces derrotado por el candidato bipartidista de turno.
Leyva falleció prematura y sorpresivamente en 1968, luego de contagiarse con la gripe de Hong Kong, a su regreso del exterior. 
Uno de sus hijos es el ex-canciller de Colombia, Álvaro Leyva Durán.

## Biografía
Jorge Leyva Urdaneta nació en Bogotá, el 4 de julio de 1912, en el seno de una familia aristocrática de militares conservadores, siendo bautizado en la iglesia de San Victorino el 30 de septiembre del mismo año.
Después de iniciar estudios primarios con los Hermanos de La Salle los continúa en el Instituto Momignies (Bélgica), y en Saint-Josephs Academy (Londres, Inglaterra). Años después regresa a Colombia y recibe su Bachillerato en el Colegio Mayor de San Bartolomé. Ingresó a la Universidad Javeriana, donde recibió el título de doctor en Ciencias Jurídicas y Económicas.
Comenzó su carrera política a la edad de 25 años como concejal de Bogotá en 1937, en 1939 fue Diputado por la Asamblea de Cundinamarca y posteriormente es representante a la Cámara y Senador de la República.

### Gobernación de Cundinamarca (1949) y Ministerio de Obras Públicas (1950-1953)

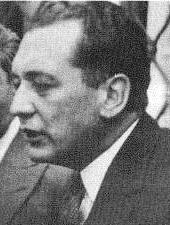
Laureano Gómez en los 20-

El 6 de octubre de 1949, el presidente Ospina lo nombró Gobernador de Cundinamarca, hasta el 7 de agosto de 1950, cuando fue reemplazado por Alfonso M. Barragán. En su lugar, el recién posesionado presidente Laureano Gómez lo nombró nuevamente ministro de obras públicas. En noviembre de 1951, Leyva fue confirmado en el cargo por el designado presidencial Roberto Urdaneta, quien estaba reemplazando a Gómez por su enfermedad.
Leyva celebró la Contratación de la Construcción del Aeropuerto Internacional de Bogotá, también emprendió el diseño y construcción del Oleoducto de Puerto Salgar-Bogotá que transportaba combustible, también del Centro Urbano Antonio Nariño y con el llamado Plan Vial Nacional reconstruyó las vías:
- Autopista Central Del Norte, Bogotá
- Recta Cali-Palmira
- Carretera Barranquilla-Cartagena
- Carretera al Mar en Antioquia.

Unió el sistema ferroviario nacional y emprendió la construcción del Ferrocarril del Magdalena y la rectificación, reconstrucción y dragado del Canal del Dique.

### Dictadura militar y exilio
Sin embargo, el 13 de junio de 1953, el general Gustavo Rojas Pinilla dio golpe de Estado, frenando así las intenciones del presidente Gómez de retomar el cargo para destituirlo, ya que Urdaneta se había negado a hacerlo. Rojas fue apoyado abiertamente por el expresidente Ospina y el sector conservador dirigido por Gilberto Alzate Avendaño. Ante éste panorama, Gómez y su familia, al igual que Leyva y los suyos, se exiliaron. En el caso de la familia Leyva, ellos viajaron a Estados Unidos, y se radicaron en Nueva York.

### Regreso y primera candidatura presidencial (1958)

Lleras en 1958.

Con la caída del gobierno militar, Leyva y su familia regresaron a Colombia. Pese a que Leyva era cercano al expresidente Laureano Gómez, quien fue uno de los artífices del establecimiento del Frente Nacional, y en virtud de tal pacto la candidatura nacional pertenecía a los liberales, Leyva lanzó su candidatura presidencial disidente, ya que oficialmente el conservatismo estaba obligado a apoyar la candidatura frentenacionalista de Alberto Lleras Camargo.
Internamente, Leyva compitió por la postulación de la candidatura con el exministro Guillermo León Valencia (apoyado por el expresidente Ospina), pero el partido decidió apostar por Valencia, incluso desde 1957. Al final, en un extraño cambio de postura, Valencia retiró su candidatura por la decisión del conservadurismo de apoyar a los liberales en su primer gobierno de alternación. En una jugada extraña, pero políticamente conveniente, durante la convención que proclamó candidato a Lleras, Leyva votó en último minuto por la candidatura de Guillermo León Valencia, quien a su vez votó por Lleras, tras la decisión del partido de darle el respaldo a los liberales.
Sin embargo, Leyva decidió continuar con su candidatura, ahora como disidente, pero fue vencido por Lleras, quien obtuvo el 80% de los votos. Leyva obtuvo solamente 470 654 votos, ganando únicamente en el departamento de Norte de Santander.

### Segunda candidatura (1962)
Pese al revés de 1958, Leyva se candidateó nuevamente en 1962 para competir nuevamente por el sector disidente del partido,respaldado en las sombras por Laureano Gómez, pese a que el partido unificado había decidido lanzar la candidatura del senador Gilberto Alzate Avendaño, quien falleció repentinamente a los 50 años a finales de 1960. Consternados, los dirigentes conservadores acudieron nuevamente a Guillermo León Valencia, quien era una ficha que garantizaba que los expresidentes Ospina y Gómez no se pelearan entre ellos por candidatear a sus discípulos. 
A pesar de que se acordó que se apoyaría la candidatura de Valencia, Leyva lanzó nuevamente su candidatura disidente, quedando en el tercer lugar con el 11.8% de los votos, superado por Valencia, y por el disidente liberal Alfonso López Michelsen. Leyva, sin embargo, superó al cuarto candidato, el expresidente Gustavo Rojas Pinilla, quien había sido rehabilitado políticamente en 1959. En parte, el fracaso de su aspiración dentro del conservatismo se dio por las poderosas maquinarias que gobernaban el partido en ese momento.

### Últimos años y muerte
Alternó sin embargo, sus candidaturas presidenciales con intentos, también infructuosos, de llegar al Congreso, una vez por el departamento de Cundinamarca, y la otra por el del Tolima. También se postuló su nombre para ser alcalde de algunas ciudades como el puerto de Buenaventura en 1968, pero nunca se concretó nada.
Jorge Leyva Urdaneta falleció por neumonía y complicaciones cardiacas, al medio día del 23 de diciembre de 1968, a los 56 años, en una habitación de la Clínica Marly de Bogotá. Según se informó, Leyva cayó enfermo el 16 de diciembre, luego de regresar de los Estados Unidos, donde se habría contagiado de la gripe de Hong Kong, y permaneciendo internado por una semana, y pese a leves mejorías en su salud, murió inesperadamente.
Fue llevado a su residencia, donde fue velado por sus familiares, amigos y colaboradores, y posteriormente fue sepultado en el Cementerio Central de Bogotá.

## Familia

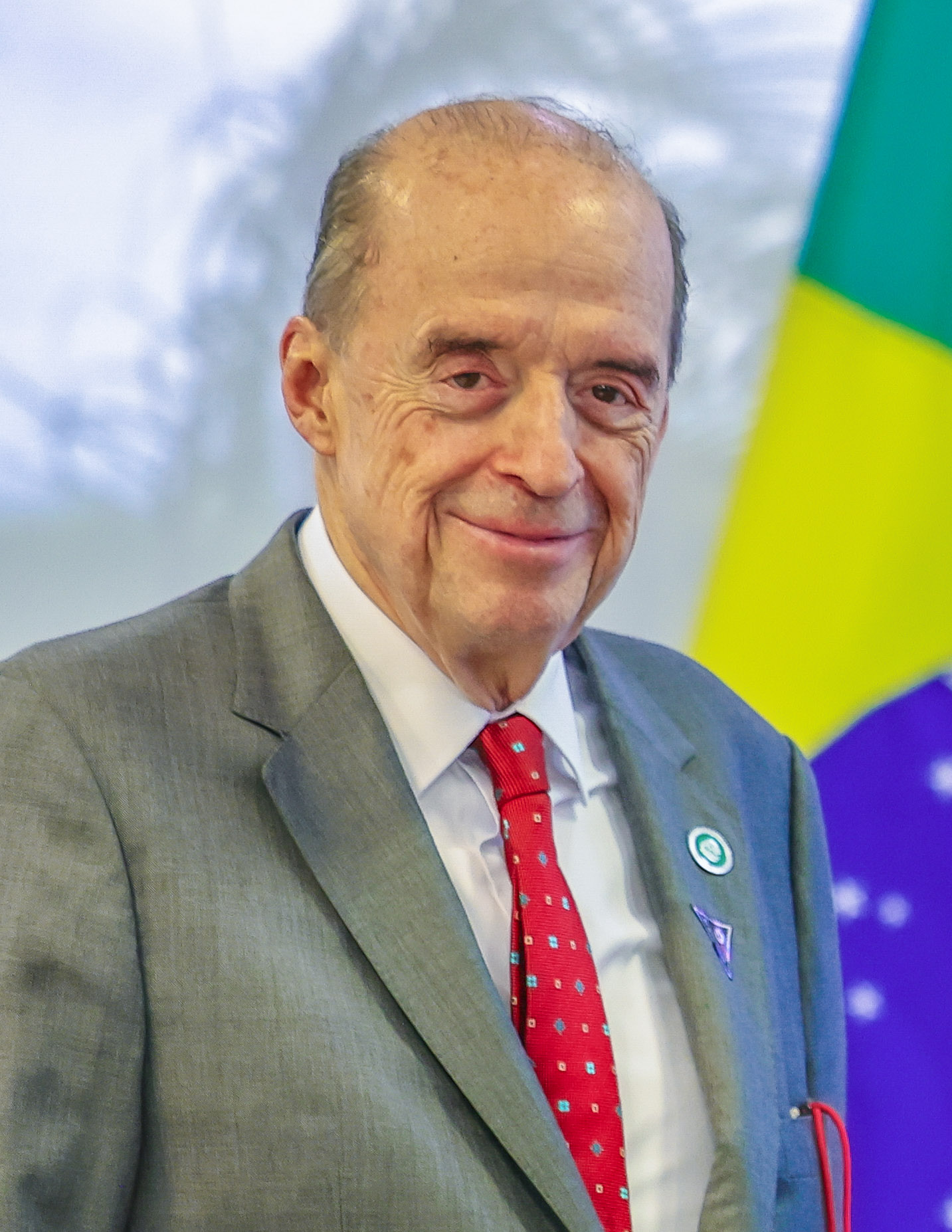
Su hijo, Álvaro Leyva.

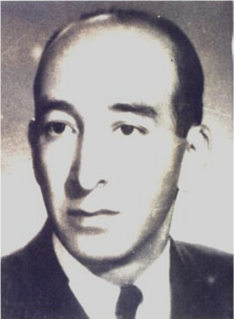
Su hermano, José Pablo Leyva.

Leyva era miembro de familias aristocráticas de renombre, asociadas al conservatismo y a las fuerzas militares colombianasː Los Leyva y los Urdaneta.
Sus padres eran el militar colombiano Lisandro Leyva Mazuera (11.º Director de la Policía de Colombia durante unos días de la presidencia de José Manuel Marroquín), y Elvira Urdaneta García, de otra prestante familia de militares. Era hermano de José Pablo, Elvira y Cecilia Leyva Urdaneta, y medio hermano de Lisandro, Ricardo, María y Margarita Leyva Pereira, hijos de un matrimonio anterior de su padre.
Su padre era sobrino nieto del militar neogranadino Domingo Caycedo (amigo de Simón Bolívar y 11 veces presidente de su país), y por consiguiente descendiente del político criollo Luis Caycedo y Flórez (alcalde de Santafé). Por su parte su madre era tataranieta del militar uruguayo Francisco Urdaneta, quien era primo del militar venezolano Rafael Urdaneta; y sobrina tataranieta del héroe de Independencia Atanasio Girardot. Por esta línea, Jorge estaba emparentado con el militar Roberto Urdaneta Gómez, padre a su vez de Roberto Urdaneta Arbeláez.

### Matrimonio y descendencia
Jorge se unió en matrimonio en 1939 con María Durán Laserna, con quien tuvo a sus hijos María Cristina, Fernando, Álvaro, Jorge, Santiago, Dorotea, Pilar e Inés Leyva Durán.
Álvaro, su tercer hijo, destacó como abogado, diplomático y político de carrera dentro del conservatismo, aunque en los últimos años se alejó del espectro de derecha para unirse al progresismo, hecho confirmado con su designación como canciller o Ministro de Relaciones Exteriores de Colombia en 2022, por el presidente Gustavo Petro; por su parte Jorge, teólogo católico también adepto al progresismo, fue fórmula vicepresidencial de la controversial candidata cristiana y exfiscal general Viviane Morales, en 2018.
Por otro lado, sus hijas Inés y Pilar, destacaron como pianistas de fama nacional.